# Brama Wydrycka
Brama Wydrycka (słow. Vydrická brána) – obecnie nieistniejąca jedna z czterech bram miejskich Bratysławy. Nazywana jest także Bramą Ciemną (słow. Tmavá brána) lub Bramą Wiedeńską (słow. Viedenská brána).

## Historia
Została ona zbudowana w XIV wieku. Znajdowała się przy Katedrze św. Marcina w Bratysławie na końcu ulicy Panskiej. Jej nazwa pochodzi od jej położenia dlatego, że w jej pobliżu znajdowała się miejscowość Wydryca. Obecnie zachowały się jedynie jej fundamenty.